# 唐纳德·桑普特
唐纳德·桑普特（英語：Donald Sumpter，1943年2月12日—），是一位英国演員。他从1960年代开始在电影和电视上出现。他在1968年演了《神秘博士》，2009年又演了《神秘博士》衍生剧《珍姐科幻大冒險》。